# Stop
„Stop е седмият сингъл на английската поп група Spice Girls, издаден на 9 март 1998.
Песента се задържа на второ място в класацията за сингли на Великобритания UK Singles Chart.

## Списък

### Британско, Австралийско, Бразилско и Американско CD (част 1)
1. „Stop“ (сингъл редактиран) – 3:24
2. „Something Kinda Funny“ (на живо от Истанбул) – 4:43
3. „Mama“ (на живо от Истанбул) – 5:18
4. „Love Thing“ (на живо от Истанбул) – 5:06

### Британско, Австралийско (част 2), Европейско и Японско CD
1. „Stop“ (сингъл редактиран) – 3:24
2. „Ain't No Stoppin' Us Now“ (с Лутър Вандрос) – 4:55
3. „Stop“ (Morales Remix) – 7:23
4. „Stop“ (Stretch 'N' Vern's Rock & Roll Mix) – 9:11

### Европейско CD (част 2)
1. „Stop“ (сингъл редактиран) – 3:24
2. „Ain't No Stoppin' Us Now“ (с Лутър Вандрос) – 4:55

### Американско CD (част 2)
1. „Stop“ (сингъл редактиран) – 3:24
2. „Stop“ (Morales Remix) – 7:23
3. „Stop“ (Stretch 'N' Vern's Rock & Roll Mix) – 9:11
4. „Stop“ (Morales Dub) – 8:11

### Дигитален албумен сингъл
1. „Stop“ (сингъл редактиран) – 3:24
2. „Ain't No Stoppin' Us Now“ (с Лутър Вандрос) – 4:55
3. „Stop“ (Morales Remix) – 7:23
4. „Stop“ (Stretch 'N' Vern's Rock & Roll Mix) – 9:11
5. „Something Kinda Funny“ (на живо от Истанбул) – 4:43
6. „Mama“ (на живо от Истанбул) – 5:18
7. „Love Thing“ (на живо от Истанбул) – 5:06

### Американска касета
1. „Stop“ (сингъл редактиран) – 3:24
2. „Something Kinda Funny“ (на живо от Истанбул) – 4:43
3. „Stop“ (Morales Remix) – 7:23

### Британски промоционален 12-inch сингъл
A1 „Stop“ (Morales Remix) – 9:26
A2 „Stop“ (Stretch 'N' Vern's Rock & Roll Mix) – 10:56
B1 „Stop“ (Morales Remix) – 8:11
B2 „Stop“ (Stretch 'N' Vern's дублиране) – 11:17